# フォード・トリノ・タラデガ
トリノ・タラデガ (Ford Torino Talladega) は自動車の1車種であり、米国フォード・モーター社が1969年のモデルイヤーに自社の中型車の市販製品群に加えた、フォード・トリノをベースにした特別なハイパフォーマンス仕様車である。

## 概要
この車両は1969年にのみ製造され、その名称はアラバマ州のタラデガ・スーパースピードウェイにちなんで名付けられた。トリノ・タラデガは文字通りトリノの特別なレーシングバージョンであり、フォード社がNASCARに参戦する為の車両として、ホモロゲーション（審査認証）を取得する為に必要な出荷台数を確保する為だけに市販された車両である。総生産台数は試作車も含めて754台であり、全てが1969年の1月から2月に掛けて、フォードのジョージア州のアトランタ工場で製造された。
トリノ・タラデガは1969年式トリノの下位車種である「フェアレーン500・スポーツルーフ」(フォードによるファストバックの呼称)または同2ドアハードトップをベース車両としていたが、当時、NASCARに参戦していた市販車両改造型のフェアレーンやトリノが、当時流行していた埋め込み式のフロントグリルとヘッドライトの装着によるフロントフェイス上の大きな凹面による空力特性悪化に苦しんでいたのを踏まえて、より高度なエアロダイナミクスを得る為に市販車両よりもスマートなフロントセクションが与えられた。トリノ・タラデガはベース車量よりもフロントノーズを5 in (130 mm)伸ばして全長206 in (5,200 mm)とし、フロントグリルをフロントフェイスに平滑に合わせて装着した。そのフロントフェイスにぴったり合わせるように装着されたフロントバンパーは、元々はリアバンパーであった部品をフロントエンドに合わせて再整形したものであった。ボディサイド下面のロッカーパネルはNASCARの規定ぎりぎりまで地面に近づける為に、曲面の整形そのものがやり直された。
競技車両としてのトリノ・タラデガに搭載されたエンジンは、サンダージェットV8をベースにした429ボスV8である。これはサンダーバード427ハイパフォーマンスV8をベースにSOHC化した427SOHCが、NASCARの制限規定によって使用禁止になった為である。トリノ・タラデガのホモロゲーションの取得方法は珍しいもので、トリノ・タラデガの量産車両には、パワフルではあるがレースでの使用は想定していないコブラジェット428V8を搭載して販売、車体の公認を取得しながら平行して429ボスV8の公認取得の為に同エンジンを搭載したフォード・マスタングの限定バージョン、マスタング・Boss 429を販売してエンジンの公認を車体とは別に取得するという方法論を採った。
トリノ・タラデガの量産車両で唯一のオプションは車体色のみであった。ウィンブルドン・ホワイト(286台製造)、ロイヤル・マルーン(258台製造)、プレジデンタル・ブルー(199台製造)の3色が用意された。
トリノ・タラデガはフォードがサーキットでの勝利の為に心血を注いだ車体であり、その期待通りNASCAR・1969年シーズン中に29勝を挙げ、年間チャンピオンの栄光も勝ち取った。トリノ・タラデガの活躍に触発されたクライスラーは最初の挑戦者としてダッジ・チャージャー・500(en:Dodge_Charger_(B-body)#Charger_500)を送り込んだが、トリノ・タラデガの前に完敗を喫した。後の1970年にはダッジ・チャージャー・デイトナ(en:Dodge_Charger_Daytona)とプリムス・スーパーバード(en:Plymouth Superbird)を投入し、トリノ・タラデガを擁するフォード勢と激戦を繰り広げた。しかし、1971年シーズン前にNASCARは俗にエアロ・ウォーリアと呼ばれた大規模な空力付加物を装備した車両を全面禁止する事となり、トリノ・タラデガより始まったエアロカー(en:Aero Warriors)の時代は幕を閉じる事になった。

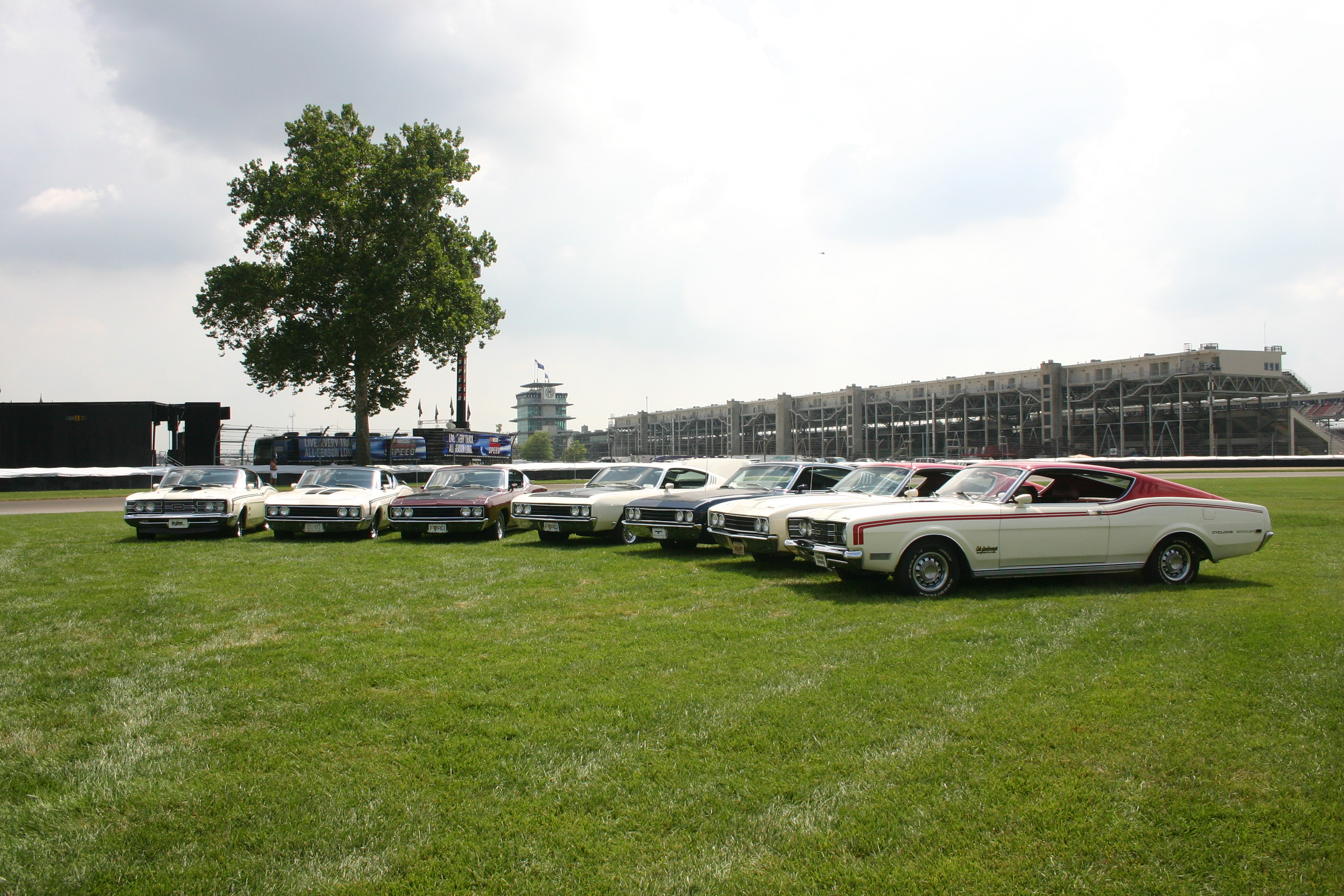
エアロ・ウォーリアの第一世代車両である、トリノ・タラデガ、マーキュリー・サイクロン・スポイラー、同スポイラーIIの集合写真。

トリノ・タラデガはNASCAR・1969年及び1970年のたった2年間だけ花開いたエアロカー時代の先駆者でもあり、エアロ・ウォーリアの第一世代の車両でもあった。同時期にマーキュリーもマーキュリー・サイクロン(en:Mercury Cyclone)の特別仕様、マーキュリー・サイクロンスポイラーII(第1世代)を投入してフォード勢の一翼を担う存在となったが、究極のエアロカーでもあったプリムス・スーパーバードに対抗する為に、1970年シーズン中にフォードは大規模空力付加物装備車両であるフォード・トリノ・キングコブラ、第2世代のマーキュリー・サイクロンスポイラーIIの投入を計画したが、1970年シーズン後にNASCARが参戦に必要な最低生産台数を従来の500台から3000台へと大幅に引き上げるレギュレーションの改正を行った事により、フォードはキングコブラの投入を断念。NASCARへの参戦は幻のまま終わった。
今日ではトリノ・タラデガはコレクターの蒐集品としての扱いを受けているが、en:Mopar製エアロカー程の取引価格の高騰は発生していないとされる。チャージャー・デイトナやスーパーバードはトリノ・タラデガの小規模なリアウイングを凌駕する非常に巨大なリアウイングを装備している事もその一因であるともされている。